# Наддністрянський заказник (Вінницька область)
Наддністря́нський зака́зник — ботанічний заказник місцевого значення в Україні. Розташований у селі Наддністрянське Могилів-Подільського району Вінницької області. 
Площа 709 га. Утворений згідно з розпорядженням облвиконкому від 29.10.1990 року № 263. Перебуває у віданні Могилів-Подільського держлісгоспу. 
Територія заказника являє собою мальовничий ландшафт, що прилягає до Дністровського водосховища, має сильнорозчленований рельєф (глибина ярів 40-70 метрів) з виходами вапнякових порід, вкрита [дуб]]ово-грабовим лісом, що тягнеться вузькою смугою (600 метрів завширшки) по західному схилу долини р. Лядова крутизною 25-40°.
Раніше на верхній ділянці схилу переважали ценози дубових лісів кизилово-зірочникових, а в середніх частинах - дубових лісів кизилово-конвалієвих, а в нижніх, більш вологих частинах - дубові ліси свидиново-яглицеві. Внаслідок рубок догляду і інтенсивного випасання худоби на їх місці сформувалися дубово-ргабові ліси рідкотравні з поодинокими кущами кизилу і калини-гордовини в підліску з переважанням в травостані бур'янорудеральних видів, таких як ториліс японський, гравілат міський, бутила лісова із поодинокими видами неморального травостану - копитняк європейський, зірочник лісовий, медунка темна.